# Родов Семен Абрамович
Семен Абрамович Родов ( 12 (24) січня 1893, Херсон — 24 травня 1968, Москва) — російський радянський поет, перекладач, літературний критик.

## Біографія
Син херсонського службовця. Навчався в Університеті Неаполя, потім в Психоневрологічному інституті імені В. М. Бехтерева в Петрограді і в Московському політехнічному інституті.
Друкувався з 1912 року. У 1918 році вступив до лав ВКП (б). Один з організаторів літературного об'єднання Кузня (літературне об'єднання). Потім був одним з організаторів літературного об'єднання молодих більшовиків-письменників Жовтень.
У 1923-1924 роках — відповідальний секретар Московської Асоціації Пролетарських Письменників. У 1923—1925 роках — відповідальний редактор друкованого органу Московської асоціації пролетарських письменників, журналу На посту, в 1924—1925 роках також відповідальний редактор журналу Жовтень. в 1923—1926 роках — член Всеросійської асоціації пролетарських письменників (ВАПП).
Після розколу керівництва Російської асоціації пролетарських письменників (РАПП) в лютому 1926 увійшов до складу об'єднання «лівих» рапповців (крім нього, в об'єднання входили також Лелевич Г. і Безименський Олександр Ілліч). «Ліві» раппівці оскаржували принципи організації РАПП і відмовилися від співпраці з письменниками — попутниками (жаргон). У ряді статей висловлював ліворадикальні погляди на мистецтво.
У 1930 році перебував у групі Літфронт, яка билася з Рапп за гегемонію в марксистській критиці. Науковий співробітник Інституту російської літератури АН СРСР.
Член Спілки письменників СРСР з 1939 року.

## Творчість
Ранні вірші Родова («Мій посів», 1918) написані під впливом декадентського індивідуалізму, який незабаром змінився на оспівування героїки революції, переможної пролетарської праці. У віршах поета, поряд із типовою для Кузні абстрактної романтикою і гіперболізмом образів, помітні реалістичні тенденції. У деяких творах він ставив Леніна і Троцького в один ряд (Кремль), що згодом могло бути використано проти автора в політичних цілях.
У середині 1920-х років С. А. Родов залишив поезію і виступив як літературний критик.
Статті та рецензії Родова його опоненти характеризували як «лівацько-вульгаризаторські» щодо письменників дрібнобуржуазної інтелігенції й одночасно в них бачили апологетичне ставлення до буржуазної літератури, ймовірно, на тлі тверджень про кризу пролетарської літератури. Книга автора «На посту» (1931) була засуджена критикою за ряд положень, співзвучних «троцькістським» поглядам на літературу.
Перекладав поезію і прозу з їдишу, білоруської та української мов, у тому числі Ширу Горшман, Олексія Кулаковського, Миколу Лупсякоя. За його редакцією вийшло зібрання творів Чернишевського М. Г. (1957), роман «Степ прокинувся» Ж. Т. Тумунова.

## Вибрані твори

### Збірки поезій
- Моя сівба. — М., 1918.
- Перебіжка блискавиць. — Пг .: Пролеткульт, 1921.
- У Урагані. — Пг .: Пролеткульт, 1921. — 42 с.
- Прорив. — М., 1921.
- Інна (поема). — М .: Кузня, 1922.
- Наші душі. — М .: Кузня, 1922.
- Сталевий лад. — Твер, 1923.
- Звірені зліт. — М., 1924.

### Критичні статті
- Організація пролетарської літератури (збірка статей). — М., 1925.
- У літературних боях. — М., 1926.
- На посту. — М .: Федерація, 1931.
- Автобіографія в збірнику «Пролетарські письменники» (1925).

Уривок з поеми «Інна» (1921)
|  | Человечеству путь укажем Перстами заржавленных труб. И восставшие станем на страже У разливов его запруд. Пусть грядущее рвётся и ропщет, В узду ему вденем жемчужный повод. На колёса его — на кузнице общей — Мы скуём по искромётному ободу. |